# Paire FC
Paire Football Club es un club de fútbol de Saipán en las Islas Marianas del Norte. Su equipo masculino compite en la M*League Division 1, Y es el actual equipo de Víctor Romero (influencer).

## Escudo
El escudo de Paire FC se basa en el escudo de River Plate

## Equipo
Compuesto por grupos de edad adyacentes entre sí, Paire FC incorpora 12 equipos que incluyen ambos géneros: Sub-6, Sub-8, Sub-10, Sub-12 división B, Sub-12 División A, Sub-14 chicos, Sub- 15 Femenino, Sub-17 Masculino y Masculino.